# Chiesa di San Salvatore de Corneliis
La chiesa di San Salvatore de Corneliis, detta anche de Cornutis o de Caballo, era un luogo di culto cattolico di Roma, abbattuto per far posto all'odierno Palazzo Pallavicini Rospigliosi, nel rione Monti.

## Storia
Il piccolo edificio sacro è citato nel catalogo di Cencio Camerario con il titolo di San Salvatore de Caballo perché sorgeva nei pressi dei cavalli marmorei del gruppo dei Dioscuri sul Quirinale (Mons Caballus).
La chiesa è citata come San Salvatore de Cornutis in una bolla di papa Innocenzo III del 4 giugno 1205 che ne attesta l'appartenenza a Sant'Agata in Diaconia.
Giovanni Battista De Rossi spiega il "Cornutis" con il fatto che nelle vicinanze dell'edificio nel XVI secolo esisteva l'iscrizione in caratteri greci Κορνοτου Ιατρου, che indicava il luogo dove la famiglia dei Cornuti aveva la sua dimora. L'ipotesi è tuttavia ritenuta improbabile.
In un documento del 1º aprile 1510 la chiesa viene chiamata San Salvatore de Corneliis. Secondo Gregorio Terribilini, tale appellativo deriva dal fatto che la chiesa sorgeva sul vicus Corneliorum.
La chiesa conservava i sepolcri di alcune nobildonne appartenenti a famiglie che risiedevano nella zona (Antonia delli Cavalieri, Giovanna di Rienzo dei Particappa, Rita di Nardo de Traietto).
Papa Pio IV concesse la chiesa agli eremiti di San Girolamo di Fiesole, ma nel 1612 papa Paolo V la fece demolire per permettere al cardinal nepote Scipione Caffarelli-Borghese di costruire il suo palazzo.